# Cyttus
Cyttus is een geslacht van straalvinnige vissen uit de familie van zonnevissen (Zeidae). Het geslacht is voor het eerst wetenschappelijk beschreven in 1860 door Guenthe.

## Soorten
- Cyttus australis (Richardson, 1843)
- Cyttus novaezealandiae (Arthur, 1885)
- Cyttus traversi Hutton, 1872